# 天然はちみつ寮。
『天然はちみつ寮。』（てんねんはちみつりょう。）は、織田綺による日本の少女漫画作品。
「少女コミック」（小学館）にて2002年から2003年まで連載された。単行本は、同社のフラワーコミックスから全7巻が刊行されている。

## あらすじ
天然パーマの髪の毛がコンプレックスな二階堂寧々は、ひょんなことから同い年の男の子桜坂光と知り合う。2人は甘蜜学園高校のはちみつ寮に入ることになるのだが、寮生は変人だらけで、さらに、清水森希との誤解だらけの三角関係も始まった。

## 登場人物

### はちみつ寮
二階堂寧々（にかいどう ねね）
この作品の主人公。極度の負けず嫌い。天然パーマのせいで男にフラレた過去があり、コンプレックスとなっていたが、光のおかげで改善された模様。光に恋心を抱く。
桜坂光（さくらざか ひかる）
コスプレ（女装）が趣味の変わった男子生徒。整った顔立ちで澄んだ声をしており、女の子と間違うほど。細い体と非力であることがコンプレックス。色素の薄い髪と瞳をもち、自らその髪を「はちみつ色」と呼ぶ。過去のトラウマから変わっていく気持ちを恐れている。寧々に恋心を抱く。
清水森希（しみずもり のぞみ）
はちみつ寮生の中では珍しく普通で真面目な男子生徒。愛称は「のんちゃん」。優しい心をもつが、不器用なので伝わらないことも多い。くすぐり（特にわき腹）に弱い。寧々に恋心を抱く。
的場蘭丸（まとば らんまる）
はちみつ寮の寮長。愛称は「らんらん」。元くろみつ寮生。普段は丸眼鏡をしているがそれは伊達眼鏡であり、外すと男でさえ理性がとぶほどの可愛さ。万葉と「好き」の意味が違うことを気にしていた。
秋葉万葉（あきば まんよう）
ゲイであることをカミングアウトしている男子生徒。蘭丸に恋心を抱く。
塚原アカネ（つかはら アカネ）
姉御肌の女子生徒。元しろみつ寮生。バイであることをカミングアウトしているが、実は未月に恋心を抱いている。ロイドと行動を共にすることが多いが、恋愛感情はなく、体の相性も悪いらしい。ミスコン女王で、時々雑誌にも載る美人。
ロイド・カロッツィオ
カロッツィオ王国の王子。金髪碧眼の美貌を持つが、極度のナルシストで変人、変態。しかし、優しい心をしており、優れた観察力を持つ。声真似が得意。
高倉未月（たかくら みづき）
はちみつ寮の管理人。常に笑顔を絶やさない優しい男性だが、それは管理人としての顔であり、本来は「優しくもないし、思いやりもない」らしい。